# منتوحرخبشف (ابن رمسيس الثالث)
منتوحرخبشف، هو أمير من الأسرة المصرية العشرين وأحد أبناء الملك رمسيس الثالث وإست تاحمجرت. كان بذلك شقيق رمسيس الرابع، رمسيس السادس، رمسيس الثامن وعماً لـرمسيس الخامس ورمسيس السابع.
كان يلقب ب"سائق العجلة الحربية الأول لجلالته"، وتزوج من تاخعت التي تحمل لقب "أم الملك" البارز. يدعم هذا التطور الفرضية القائلة بأنهما على الأرجح والدا الملك رمسيس التاسع لأنه لم يكن هناك أي ملك رعمسيسي آخر له أم تحمل هذا الاسم، أيضًا، كان لرمسيس التاسع ابن يدعى منتوحرخبشف. يظهر منتوحرخبشف في موكب الأمراء في معبد مدينة هابو التابع لرمسيس الثالث. من المحتمل أن يكون هو نفسه الأمير منتوحرخبشف المدفون في المقبرة رقم 13 في وادي الملوك.
لم يصبح أبدًا ملكًا، على عكس ابنه رمسيس التاسع، ولا حتى ولي عهد لأنه توفي ليس فقط قبل شقيقه رمسيس الثامن بل أيضًا قبل ابن أخيه رمسيس السابع.